# Бахмач-Пассажирский
Ба́хмач-Пассажи́рский — узловая пассажирская железнодорожная станция Конотопской дирекции Юго-Западной железной дороги. Является основными железнодорожными воротами города Бахмач.
Регулярное пригородное сообщение со станциями: Нежин, Щорс, Конотоп, Ворожба, Ромодан и Прилуки.

## История
Для экономического развития Бахмача возникла необходимость строительства железных дорог.

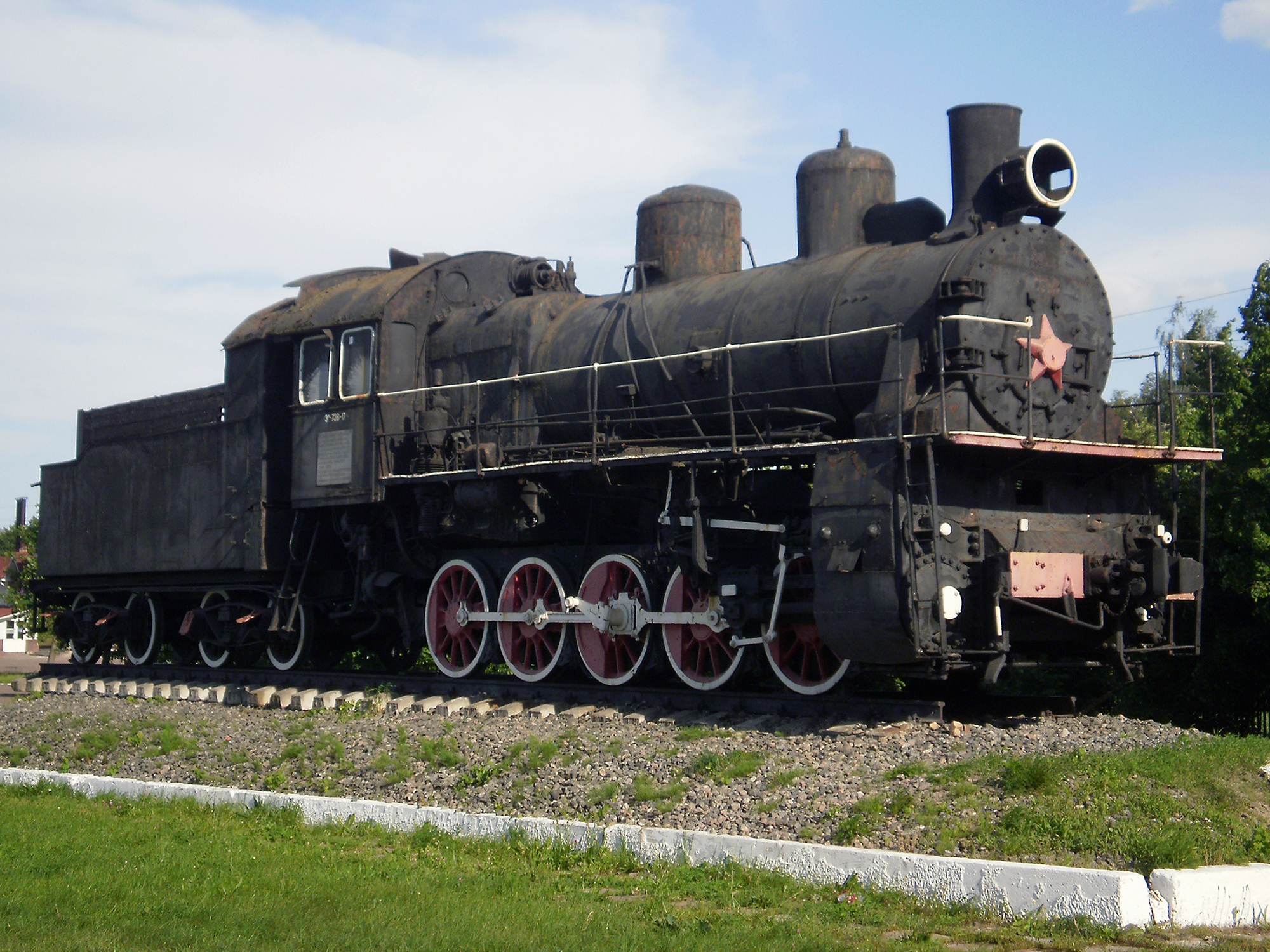
Памятник-паровоз на станции

В 1922 году была открыта станция Бахмач-Центральный, которая находилась в подчинении Московско-Киевской магистрали.
Первое здание железнодорожного вокзала было барачного типа со стенами из шлакоблока. Здание простояло до 1941 года, когда и было разрушено при бомбардировках города.
В 1954 году вокзал был построен заново и стал носить имя Бахмач-Пассажирский.
Летом 2001 года начался капитальный ремонт здания вокзала и станции Бахмач-Пассажирский.
21 ноября 2001 года состоялось открытие обновлённого терминала.

## Вокзал
Железнодорожный вокзал в Бахмаче является памятником архитектуры. Возведен по проекту архитектора «Мосгипротранс» А. Кулагина, и считается одним из самых красивых на Юго-Западной железной дороге. Здание выдержано в необычном для региона неоготическом стиле. Напротив входа в здание вокзала на привокзальной площади находится фонтан с композицией лебедей, хорошо известный гостям города. На станции также установлен паровоз-памятник Эм736-17.

## Железнодорожное сообщение
Помимо регулярного пригородного сообщения также курсируют электропоезда повышенной комфортности до станций: Киев-Пассажирский, Фастов, Конотоп, Шостка, Зерново, Ворожба.
Поезда дальнего следования ходят до многих городов Украины, в частности: Киев, Харьков, Одесса, Львов, Лисичанск, Чернигов, Сумы и других государств: Москва, Минск и другие направления.
| № поезда    | Маршрут движения                | № поезда    | Маршрут движения                |
| ----------- | ------------------------------- | ----------- | ------------------------------- |
| 23 «Одесса» | Москва — Одесса                 | 24 «Одесса» | Одесса — Москва                 |
| 55 / 89     | Москва / Жмеринка Хмельницкий   | 56 / 90     | Хмельницкий /Жмеринка — Москва  |
| 61          | Москва — Николаев               | 62          | Николаев — Москва               |
| 73 / 77     | Москва — Львов / Ковель         | 74          | Ковель / Львов — Москва         |
| 99          | Запорожье — Минск               | 100         | Минск — Запорожье               |
| 125         | Константиновка — Киев           | 126         | Киев — Константиновка           |
| 143         | Харьков — Санкт-Петербург       | 144         | Санкт-Петербург — Харьков       |
| 233         | Константиновка — Киев           | 234         | Киев — Константиновка           |
| 383         | Харьков — Барановичи            | 384         | Барановичи — Харьков            |
| 531         | Лисичанск — Киев                | 532         | Киев — Лисичанск                |
| 659         | Конотоп — Чернигов              | 660         | Чернигов — Конотоп              |
| 669         | Бахмач-Пассажирский — Кременчуг | 670         | Кременчуг — Бахмач-Пассажирский |
| 775         | Харьков — Киев                  | 776         | Киев — Харьков                  |
| 777         | Шостка — Киев                   | 778         | Киев — Шостка                   |
| 779         | Сумы — Киев                     | 780         | Киев — Сумы                     |
| 783         | Шостка — Киев                   | 784         | Киев — Шостка                   |